# Cylindropuntia echinocarpa

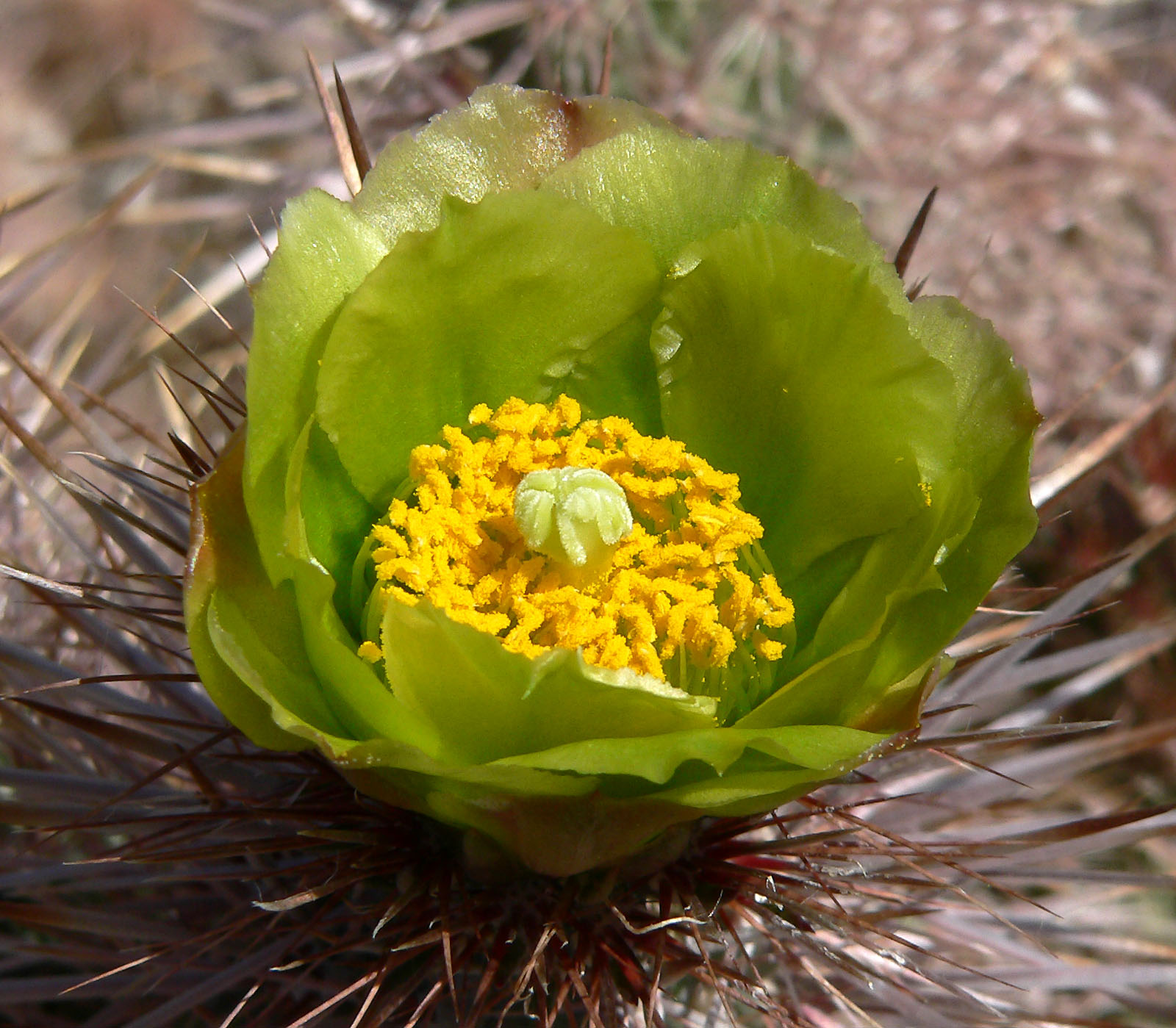
Blüte

Cylindropuntia echinocarpa ist eine Pflanzenart aus der Gattung Cylindropuntia in der Familie der Kakteengewächse (Cactaceae). Das Artepitheton echinocarpa leitet sich von den griechischen Worten echinos für ‚Igel‘ sowie karpos für ‚Frucht‘ ab und verweist auf dornigen Früchte der Art. Englische Trivialnamen sind „Golden Cholla“, „Ground Cholla“ und „Silver Cholla“.

## Beschreibung
Cylindropuntia echinocarpa wächst strauchig oder baumförmig, ist reich verzweigt und erreicht Wuchshöhen von 0,5 bis 2 Meter. Auf den grünen bis hellgraugrünen, zylindrischen, 3 bis 7,5 Zentimeter (selten bis zu 12 Zentimeter) langen und 1 bis 2,5 Zentimeter im Durchmesser messenden Triebabschnitten befinden sich deutlich erkennbare Höcker. Nur die äußersten Triebabschnitte fallen leicht ab. Die elliptischen weißen oder gelben Areolen vergrauen und tragen 3 bis 4 Millimeter lange auffällige, gelbe Glochiden. Die sechs bis 22 Dornen sind an fast allen Areolen vorhanden. Besonders kräftig sind sie an den Areolen der Triebabschnittsspitzen. Die Dornen greifen ineinander und verdecken die Triebe. Sie sind aufrecht bis ausgebreitet, weiß bis braun, manchmal dunkler und sind 2,5 bis 5 Zentimeter lang. Häufig sind außerdem borstenartige Dornen vorhanden. Die Scheiden der Dornen sind an ihrer Basis weiß und darüber goldgelb.
Die hellgrünen bis gelblich grünen Blüten weisen Längen von 2 bis 2,3 Zentimeter auf. Die lohfarbenen, verkehrt konischen bis kugelförmigen Früchte sind trocken und bedornt. Sie sind 1,3 bis 2,3 Zentimeter lang und weisen Durchmesser von 1,1 bis 2 Zentimeter auf.

## Verbreitung, Systematik und Gefährdung
Cylindropuntia echinocarpa ist in den Vereinigten Staaten in den Bundesstaaten Kalifornien, Nevada und Arizona sowie in den mexikanischen Bundesstaaten Baja California und Sonora in Halbwüsten sowie Gras- und Waldland weit in Höhenlagen von 50 bis 1700 Metern verbreitet.
Die Erstbeschreibung als Opuntia echinocarpa von George Engelmann und John Milton Bigelow wurde 1856 veröffentlicht. Frederik Marcus Knuth stellte die Art 1936 in die Gattung Cylindropuntia. Weitere nomenklatorische Synonyme sind Cactus echinocarpus (Engelm. & J.M.Bigelow) Lem. (1868) und Grusonia echinocarpa (Engelm. & J.M.Bigelow) G.D.Rowley (2006).
In der Roten Liste gefährdeter Arten der IUCN wird die Art als „Least Concern (LC)“, d. h. als nicht gefährdet geführt. Die Entwicklung der Populationen wird als stabil angesehen.

## Nachweise